# Violencia religiosa

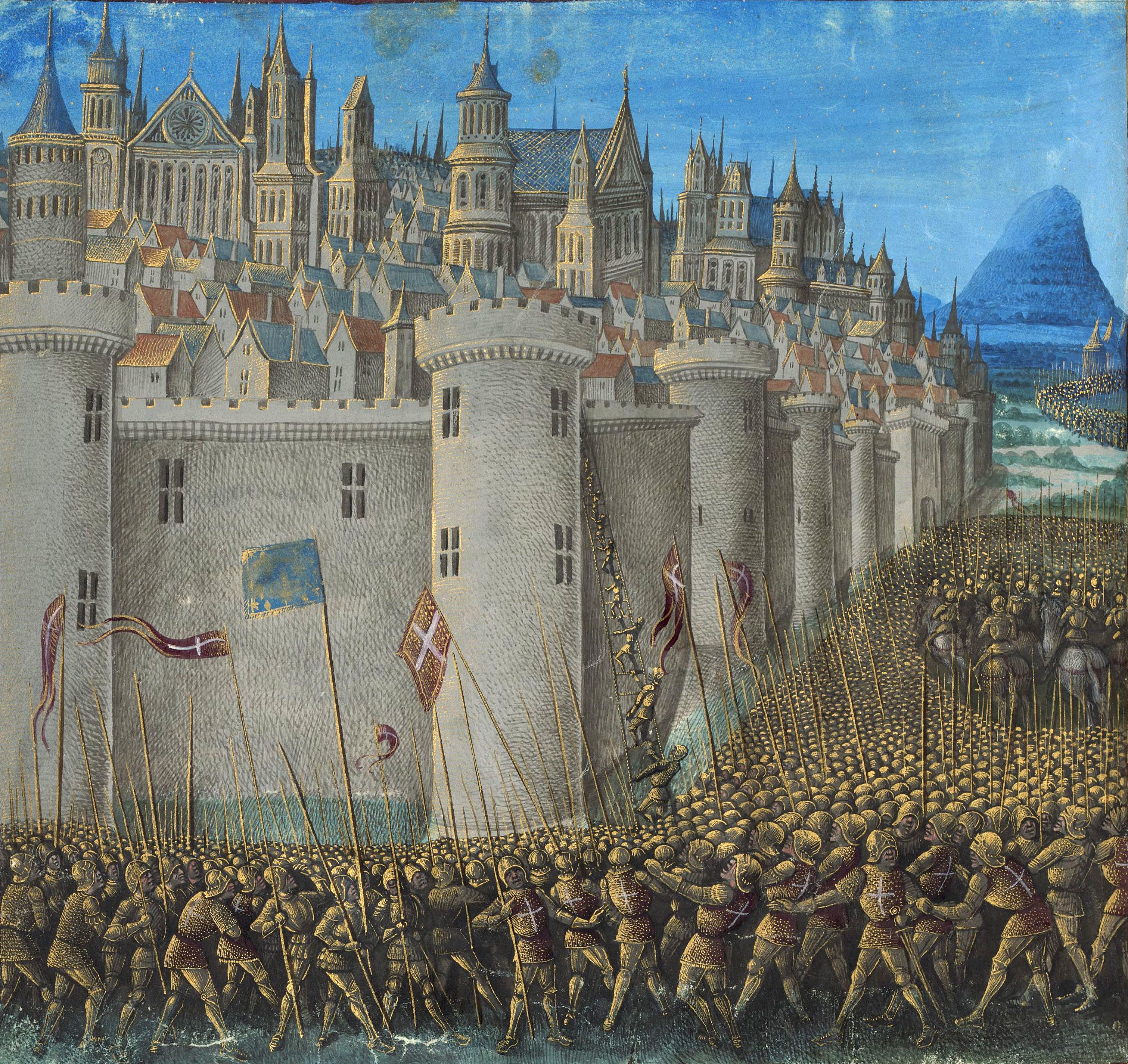
Escena de la Primera Cruzada. Las Cruzadas fueron una serie de campañas militares cristianas contra la expansión musulmana.

Violencia religiosa es un concepto que cubre todos los fenómenos en los cuales la religión, en cualquiera de sus formas es sujeto u objeto de comportamiento violento e incluye violencia motivada por preceptos religiosos, textos o doctrinas, lo que incluye violencia motivada por los aspectos religiosos del objetivo de la violencia.
La violencia religiosa tiende a poner el énfasis sobre el aspecto simbólico del acto y su actor puede ser individual o colectivo. Maurice Bloch destaca como la religión y la política son dos caras de la misma moneda

## Concepción de la religión como algo inherentemente violento
Charles Selengut caracteriza la expresión "religión y violencia" como una expresión discordante, afirmando que "se piensa que la religión es opuesta a la violencia y fuerza a la paz y la reconciliación", y que "la historia de las escrituras de las religiones del mundo cuentan historias de violencia y guerra incluso cuando hablan de paz y amor". Ralph Tanner describe en términos similares ("incómoda") la relación entre religión y violencia afirmando que los pensadores religiosos generalmente evitan la conjunción de ambas palabras y, argumenta, la violencia religiosa es "únicamente válida en ciertas circunstancias que, invariablemente, llegan siempre de un solo lado, el religioso". Tanner afirma que muchas personas que no tienen creencias religiosas especialmente profundas pueden argumentar que la violencia es una consecuencia casi inevitable de la irracionalidad de los preceptos religiosos.
De forma similar, Héctor Ávalos (erudito) argumenta que, debido a la proclama de las religiones de favores divinos para sí mismas y sobre las demás religiones y creencias, este sentido de la "posesión de la verdad" conduce a la violencia ya que proclaman su superioridad basada en llamamientos divinos imposibles de verificar y que no pueden adjudicarse objetivamente.
Algunos críticos como Christopher Hitchens o Richard Dawkins van más allá y argumentan que la religión provoca un tremendo daño a la sociedad en tres aspectos:
- Las religiones utilizan la guerra, la violencia y el terrorismo para promover sus objetivos religiosos
- Los líderes religiosos contribuyen apoyando indirectamente la violencia irreligiosa al respaldar la idea de uso de la violencia.
- El fervor religioso es explotado por líderes irreligiosos para apoyar la guerra y el terrorismo.

Byron Bland afirma que una de las razones más prominentes sobre el "crecimiento del laicismo en el pensamiento occidental" fue la reacción contra la violencia religiosa en los siglos XVI y XVII: "El laicismo era un modo de vida con las diferencias religiosas que habían producido tanto horror. Bajo el laicismo, las entidades políticas tienen la garantía de tomar decisiones independientemente de la necesidad de reforzar las versiones particulares de la ortodoxia religiosa. De hecho puede ser contraria a ciertas creencias fuertemente arraigadas si se hace en interés del bienestar común. Así, uno de los objetivos más importantes del laicismo es el límite a la violencia"
Por otra parte se argumenta que todas las religiones al tener por  natural, intrínseco y común entre sí la llamada regla de oro, (trata a los demás como quieres que te traten a ti),  les exige poner en práctica una ética tanto dentro de sus comunidades, como fuera de ellas, por lo que las distintas religiones  están para el servicio de la humanidad.

## Religiones abrahámicas
Las religiones abrahámicas son las fes monoteístas que reconocen una tradición espiritual identificada con Abraham.
Críticos con la religión como Jack Nelson-Pallmeyer argumentan que todas las religiones monoteístas son inherentemente violentas y escribe "Judaísmo, Cristianismo e Islam continuarán contribuyendo a la destrucción del mundo mientras no cambien el discurso de la violencia en los "textos sagrados" y hasta que no afirmen fehacientemente el poder no violento de Dios.
Paralelamente, Eric Hickey escribe "la historia de la violencia religiosa en Occidente es tan larga como los registros históricos de sus tres mayores religiones: judaísmo, cristianismo e islam con sus antagonismos mutuos y luchas para adaptarse y sobrevivir a las fuerzas seculares que amenazaban su continua existencia".
Regina Schwartz argumenta que las religiones monoteístas (judaísmo, cristianismo e islam),  son inherentemente violentas debido al exclusivismo que inevitablemente genera violencia contra aquellas personas consideradas "outsiders" o infieles Lawrence Wechsler afirma que Schwartz no está solamente argumentando que las religiones abrahámicas tienen un legado violento, sino que el legado es de hecho genocida por naturaleza.
Bruce Feiler escribe: "judíos y cristianos que, con aire de suficiencia se consuelan pensando que el Islam es la única religión violenta están ignorando intencionadamente su pasado. En ninguna parte el forcejeo entre fe y violencia se describe más cruda y vívidamente que en la Biblia hebrea".

### Violencia en el cristianismo

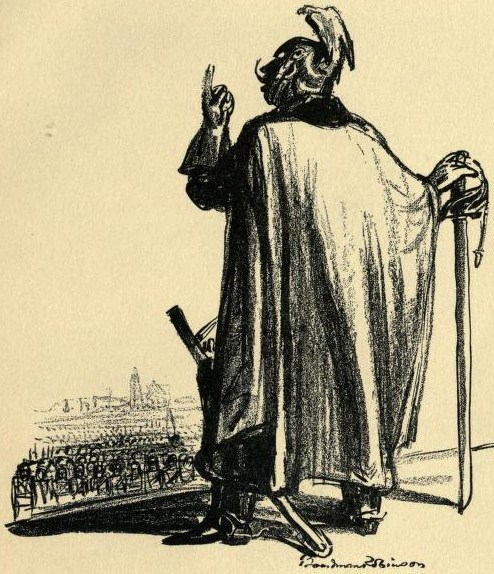
Creo en la espada y en Dios todopoderoso (1914) de Boardman Robinson.

La relación entre cristianismo y violencia es objeto de controversia porque en teoría el cristianismo aboga por la paz, el amor y la compasión mientras se percibe como una religión violenta. La paz, la compasión y el perdón de los errores de los demás son elementos clave de las enseñanzas cristianas. En cualquier caso,  cristianos han luchado desde los días de los padres de la iglesia con la cuestión de cuando está justificado el uso de la fuerza. Estos debates han llevado a conceptos como la Guerra justa.
A través de la historia, se han utilizado ciertas enseñanzas del Antiguo Testamento, Nuevo Testamento y la Teología cristiana para justificar el uso de la fuerza contra herejes, pecadores, enemigos externos y no creyentes para reforzar la ortodoxia de su fe. Heitman y Hagan identifican la Inquisición, las cruzadas, las guerras de religión y el antisemitismo "entre los ejemplos más notorios de violencia cristiana". A esta lista, J. Denny añade "papas guerreros, apoyo a la pena capital, castigo físico bajo la premisa "la letra con sangre entra", justificación bíblica de la esclavitud, colonialismo en nombre de la conversión al cristianismo y violencia sobre la mujer". Weaver emplea una definición más amplia de la violencia, que extiende el significado de la palabra a "daño o dolor", no solamente violencia física per se. Así, bajo esta definición, la violencia cristiana incluye "formas de violencia sistémica como pobreza, racismo y sexismo"
Otro pensamiento cristiano es la oposición al uso de la fuerza y la violencia. Las corrientes que han enfatizado el pacifismo como eje central de la fe han resultado a partir de los últimos pensamientos cristianos.
En Carta a una nación cristiana, Sam Harris escribe "... la fe inspira violencia en, al menos, dos formas: la primera, en gente que asesina a otras personas porque piensa que el creador del universo quiere que lo haga; la segunda porque un gran número de personas entran en conflicto con otras porque definen la moral de su comunidad sobre la base de su afiliación religiosa..."

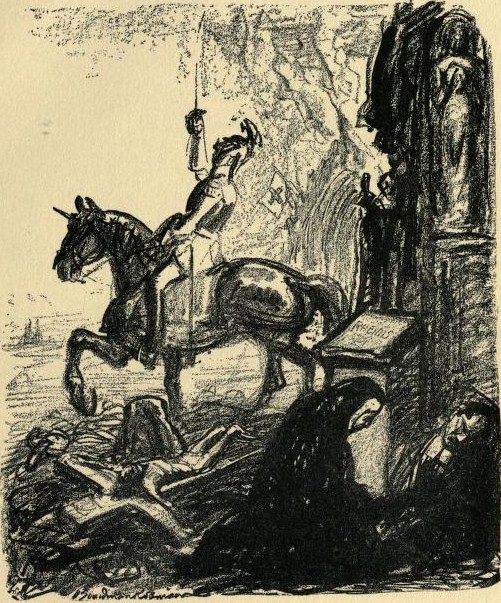
¡Adelante con Dios! (1915) de Boardman Robinson

Los teólogos cristianos apuntan a un fuerte imperativo histórico y doctrinal en el cristianismo contra la violencia, particularmente en el Sermón de la Montaña, donde Jesús de Nazaret enseña la no violencia y el amor a los enemigos. Este mandamiento de amar a los enemigos se considera auténtico del Jesús histórico y característico de él. Weaver afirma que el pacifismo de Jesús fue "preservado en la doctrina que condena toda guerra como pecado -incluso cuando la considera ocasionalmente un mal necesario- y en la prohibición del clero de ir a la guerra, así como en la tradición del pacifismo cristiano".
Autores como Mark Juergensmeyer argumentan la contradicción que a pesar de sus principios centrales de "amor y paz", el cristianismo (como la mayoría de las tradiciones), siempre ha tenido un lado violento. La sangrienta historia de la tradición ha proporcionado imágenes tan inquietantes como las proporcionados por el islam o el sijismo, y los conflictos violentos se retratan en la Biblia.
Esta historia e imágenes bíblicas han proporcionado la materia prima para justificar teológicamente la violencia de los grupos contemporáneos cristianos. Por ejemplo, los ataques a las clínicas de aborto se han visto no solo como asaltos a una práctica que los cristianos consideran inmoral, sino también como escaramuzas en un enfrentamiento entre grandes fuerzas del mal y el bien que tiene implicaciones sociales y políticas". La declaración atribuida a Jesús "No vengo a traer la paz, sino la espada", ha sido interpretada por algunos como un llamamiento a los cristianos a las armas. En respuesta a esta crítica, apologistas como Miroslav Volf y J. Denny Weaver rechazan que el cristianismo sea una religión violenta, argumentando que ciertos aspectos del cristianismo pueden ser malinterpretadas para apoyar la violencia pero una interpretación genuina de estos elementos no apoyarían la violencia sino que la rechazarían.

### Violencia en el judaísmo
- Ver también Judaism and violence

Burggraeve y Vervenne describen al Antiguo Testamento como un texto sin violencia y evidencia de tanto una sociedad como un Dios violento. Escriben "en numerosos textos del Antiguo Testamento el poder y la gloria del Dios de Israel se describe con el lenguaje de la violencia". Aseguran que más de mil pasajes hacen referencia a un Yahvé que actúa violentamente o apoya la violencia de los humanos y más de cien hablan de los deseos divinos de matar seres humanos.
Sobre la base de estos pasajes, muchas interpretaciones cristianas argumentan que el Dios de Israel es violento (y el judaísmo sería una religión violenta). Reuven Firestone contra-argumenta que estas afirmaciones se hacen usualmente en el contexto que proclama que el cristianismo es una religión de paz y el Dios cristiano expresa solo amor.
Algunos estudiosos como Deborah Weissman piensan que "el judaísmo por norma no es pacifista" y que "la violencia está condonada al servicio de la autodefensa" J. Patout Burns afirma que, mientras el judaísmo condona el uso de la violencia a ciertos casos, la tradición judía plantea claramente el principio de minimización de la violencia. Este principio puede verse en "cualquier ley judía permite violencia para evitar el mal, mandando la menor cantidad de violencia para conseguirlo"
El amor a la paz y su búsqueda, así como las leyes que provocan la erradicación del mal, frecuentemente tienen significados violentos y coexisten en la tradición judía
La Biblia hebrea contiene pasajes de guerras ordenadas por la religión que ofrecen instrucciones explícitas de Dios a los israelitas para exterminar a las demás tribus como en Deuteronomio 7:1-2 o 20:16-18. Otros ejemplos incluyen la historia de los Amalecitas (Deut|25:17-19)(Sam|15:1-6), la de los madianitas, (Numbers|31:1-18), y la batalla de Jericó (Joshua|6:1-27).
Un gran número de autoridades en la materia han denominado genocidio a estas guerras de exterminio ya que la Torah establece que los israelitas aniquilaban grupos étnicos y tribus enteras: asesinaron a todos los amalekitas incluyendo hombres, mujeres y niños (1 Samuel 15:1-20 ); mataron igualmente a todos los enemigos por igual en la batalla de Jericó (Joshua 6:15-21), y a todos los miembros de muchas de las tribus caanitas ( Joshua 10:28-42). En cualquier caso, algunos estudiosos creen que estas afirmaciones de la Torah son exageradas o metafóricas.
Muchos líderes sionistas utilizan referencias religiosas para justificar el trato violento a los árabes de Palestina. Los palestinos han sido asociados muchas veces con antagonistas bíblicos, como los amalecitas. Por ejemplo, el rabino Israel Hess ha recomendado la muerte de palestinos basándose en versos bíblicos como 1 Samuel 15. Shulamit Aloni, miembro del parlamento israelí (Knesset) indicaba en 2003 que los niños judíos en Israel aprendían en la escuela que los palestinos eran amalecitas y por tanto existía una obligación religiosa total de genocidio sobre ellos

### Violencia en el islam
- Véase: Islam and violence

El islam ha sido asociado con la violencia en una gran variedad de contextos, entre ellos la guerra santa o yihad contra los que se considera enemigos del islam, la violencia contra la mujer (talibán), las referencias a la violencia en el Corán y actos de terrorismo motivado o justificado por el islam. Los musulmanes, incluyendo clérigos y líderes han utilizado y en muchos casos tergiversado ideas, textos, temas y conceptos islámicos para justificar violencia, tanto contra no musulmanes como entre ramas de la misma religión (véase Violencia sectaria)
El término «yihad» (revuelta, guerra) se utiliza en el contexto religioso para hacer referencia a tres tipos de violencia: una interna para mantener la fe, la lucha para mejorar la sociedad musulmana y la guerra santa.
El prominente orientalista británico Bernard Lewis argumenta que en el Corán la yihad implica guerra en la mayor parte de los casos. En uno de sus comentarios, Al-Nawawi establece que "uno de los deberes de la comunidad como conjunto es presentar una protesta válida para resolver problemas de religión, conocer la ley divina y establecer la conducta adecuada y prohibir la errónea.
Por otra parte, en la sociedad occidental el término «yihad» se traduce como «guerra santa», pero estudiosos islamistas hacen hincapié en que ambos conceptos no son sinónimos. Los escritores musulmanes, concretamente rechazan la identidad basándose en las connotaciones no-militantes de la palabra. Existe otra palabra en árabe que significa lucha y no se refiere a la guerra.

### Otras religiones
- Budismo: Véase Sōhei, guerreros budistas japoneses.
- Hinduismo: Véase Hindutva
- Mormonismo: Véase Masacre de Mountain Meadows
- Sijismo: Véase Extremismo Sij (en inglés)

## Contra la mujer
En la historia de la violencia contra la mujer, la religión ha tenido un papel importante al ser usada para apoyar la justificación moral del modelo patriarcal: «Las casadas estén sujetas a sus maridos como al Señor, porque el marido es cabeza de la mujer, como Cristo es cabeza de la Iglesia y salvador de su cuerpo», pero en la Primera epístola a los corintios, Pablo afirma que «El marido pague a su esposa la debida benevolencia; y asimismo la esposa a su marido». Otro texto de Pablo que se ha usado contra la mujer es el que afirma que «La mujer no tiene autoridad sobre su propio cuerpo, sino el marido...» aunque justo después se lee que «...asimismo el marido no tiene autoridad sobre su propio cuerpo, sino la mujer».

## Contra el colectivo LGBT
Si alguien se acuesta con un hombre como si se acostara con una mujer, se condenará a muerte a los dos, y serán responsables de su propia muerte, pues cometieron un acto infame.
Levítico 20, 13 

El texto anterior junto con Levítico 18, 22, es causa de tensión entre los devotos de las religiones abrahámicas y miembros de la comunidad LGBT al ser una condena hacia los actos homosexuales entre hombres, más comunes antiguamente que en la actualidad y justificación de violencia hacia el colectivo durante siglos.